# Tlazoltéotl

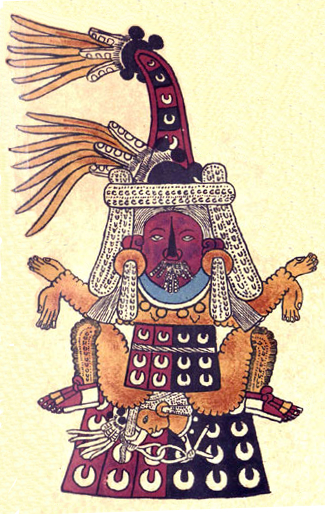
Tlazoltéotl descrita en el Códice Borbónico.

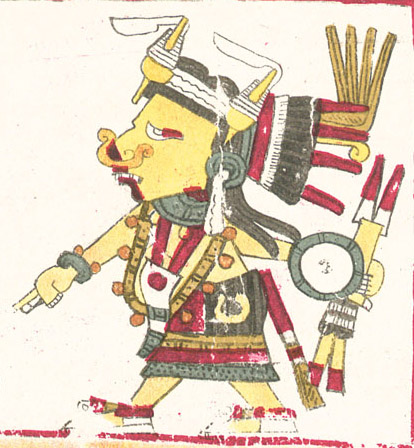
Tlazoltéotl descrita en la página 55 del Códice Borgia.

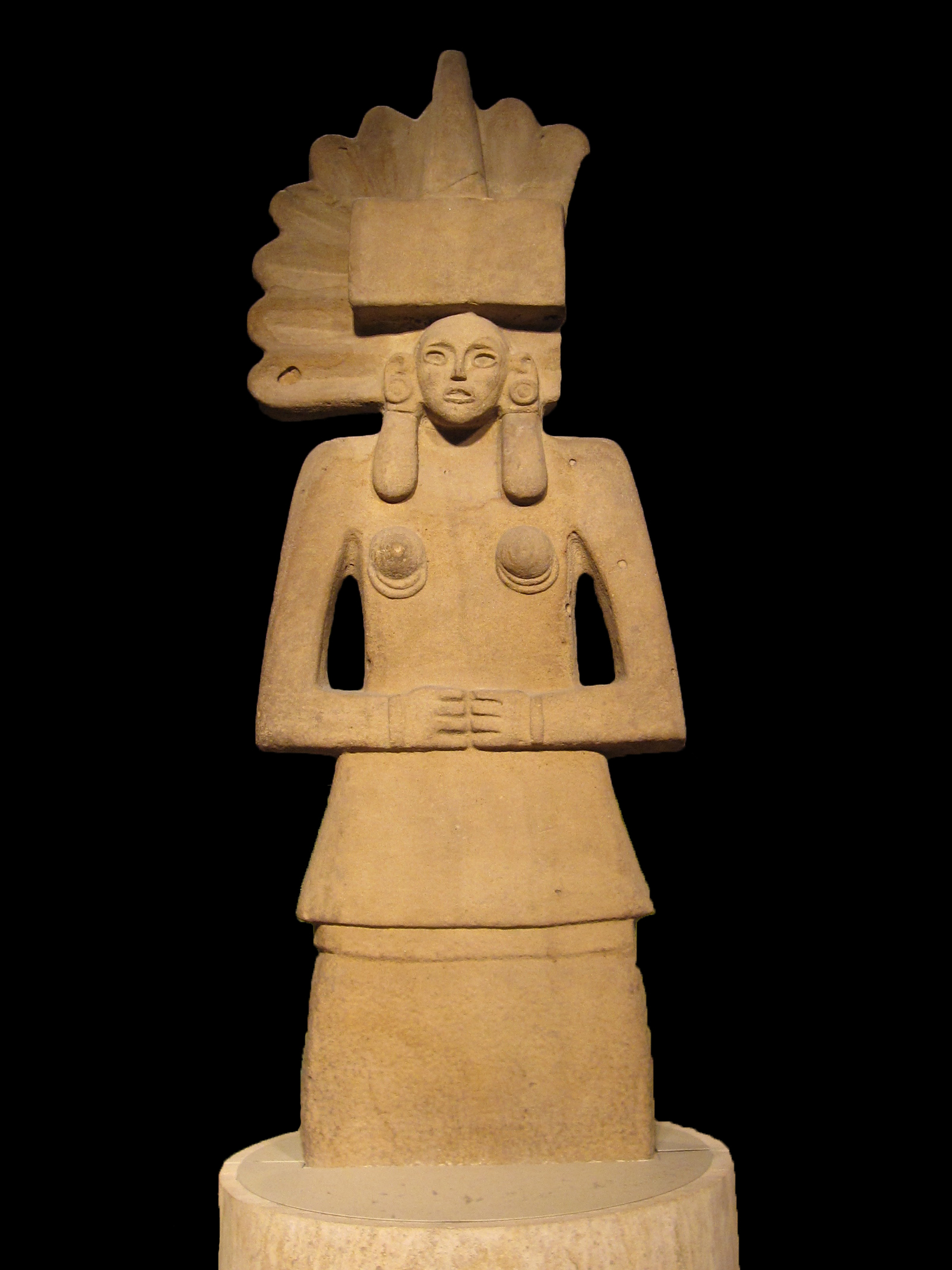
Estatua huasteca de Tlazoltéotl, México, 900-1521, posteriormente asimilada al panteón mexica. Museo Británico.

Tlazoltéotl (del náhuatl: tlazōlteōtl ‘deidad de la inmundicia’‘tlazōlli, inmundicia; teōtl, divino’), es una deidad de origen huasteco: 127  que, en la mitología mexica, es la diosa de la lujuria y de los amores ilícitos, señora del sexo, de la carnalidad y de las transgresiones morales. Para académicos como María Isabel Ramos, también era la diosa del juego de pelota.
Durante la evangelización de los españoles en el Nuevo Mundo, se la consideraba como una deidad que eliminaba del mundo el pecado entre los mexicas, y la diosa más relacionada con la sexualidad y con los estados de la luna. En los códices se la representaba en la postura azteca habitual para dar a luz o a veces defecando debido a que los pecados de lujuria se simbolizaban con excrementos. Así como en otros códices aparece sosteniendo "la raíz del diablo", planta usada para hacer más fuertes los efectos del pulque (bebida relacionada con la inmoralidad) y disminuir los dolores del parto.
Era conocida como "la comedora de suciedad" debido a que se creía que visitaba a la gente que estaba por morir. La diosa Tlazoltéotl mostraba las contradicciones de algunos valores morales sobre la feminidad en la sociedad azteca: traía el sufrimiento con enfermedades venéreas y lo curaba con la medicina, inspiraba las desviaciones sexuales, pero a la vez tenía la capacidad de absolverlas, y todo ello siendo diosa madre de la fertilidad, del parto, patrona de los médicos y a la vez diosa cruel que traía locura.
A Tlazoltéotl se le atribuían la invención del tejido y del bordado.: 127  En el Códice Borgia, Tlazoltéotl está representada con su tocado de algodón, que lleva dos husos con sus malacates para hilar algodón (en la página 12, como patrona del signo Jaguar, y en la página 55, como patrona del viaje).: 100, 298  En el Códice Borbónico, Tlazolteotl lleva también la banda de algodón crudo ceñida en la frente. Los husos y la banda de algodón de su tocado se relacionarían simbólicamente no solo con la invención del tejido, sino también con las zonas productoras de algodón, que no se da en el Altiplano, sino en una región intermedia entre el Altiplano y la costa del Golfo de México.: 127 

## Familia
Según la Historia general de las cosas de Nueva España, dio a luz al dios del maíz Cintéotl, mediante su pareja Piltzintecuhtli, por lo que se la consideraba la encarnación femenina de la procreación.
Según otra leyenda de la mitología azteca, su consorte fue Xólotl, con quien se le atribuye la fundación del estado de Texcoco, siendo su diosa patrona.

## Deidades cuatripartitas y nombres
En el Códice Matritense se dice que era la diosa de los amores y deleites carnales, con cuatro hermanas, con lo que conocida con el nombre de Ixcuina, que pudiera tener un significado de cuatripartita y el nombre de las hermanas era, Tiacapan (la primogénita), Teicu (la hermana menor), Tlaco (o Tlacoeua) y Xocoyotl (o Xucotzin). Cuando se concebían como cuatro deidades individuales, se las llamaba ixcuinammeh o tlazolteteoh. Individualmente, eran deidades de la lujuria.
Los mexicas la identificaban con diferentes nombres, aunque en el área huasteca se la conocía como Teem.

## Fiestas
Tlazoltéotl era una de las principales deidades aztecas que se honraban en la fiesta de Ochpaniztli (que significa 'barrer') del 2 al 21 de septiembre para celebrar la temporada de cosecha. Las ceremonias realizadas durante este período incluían rituales de limpieza, barrido y reparación, así como el lanzamiento de semillas de maíz, bailes y ceremonias militares.